# Lao Cai (provincie)
Lao Cai (vietnamsky Lào Cai) je provincie na severu Vietnamu s hlavním městem Lao Cai. V roce 2005 ji obývalo přes 600 tisíc obyvatel na rozloze 6 384 čtverečních kilometrů. Sousedí s provinciemi Lai Chau, Yen Bai a Hau Giang, na severu sousedí s Čínou. V provincii žije početná skupina etnických menšin Hmongů, Tayů, Jauů a další.